# Arcidiocesi di Sorrento-Castellammare di Stabia

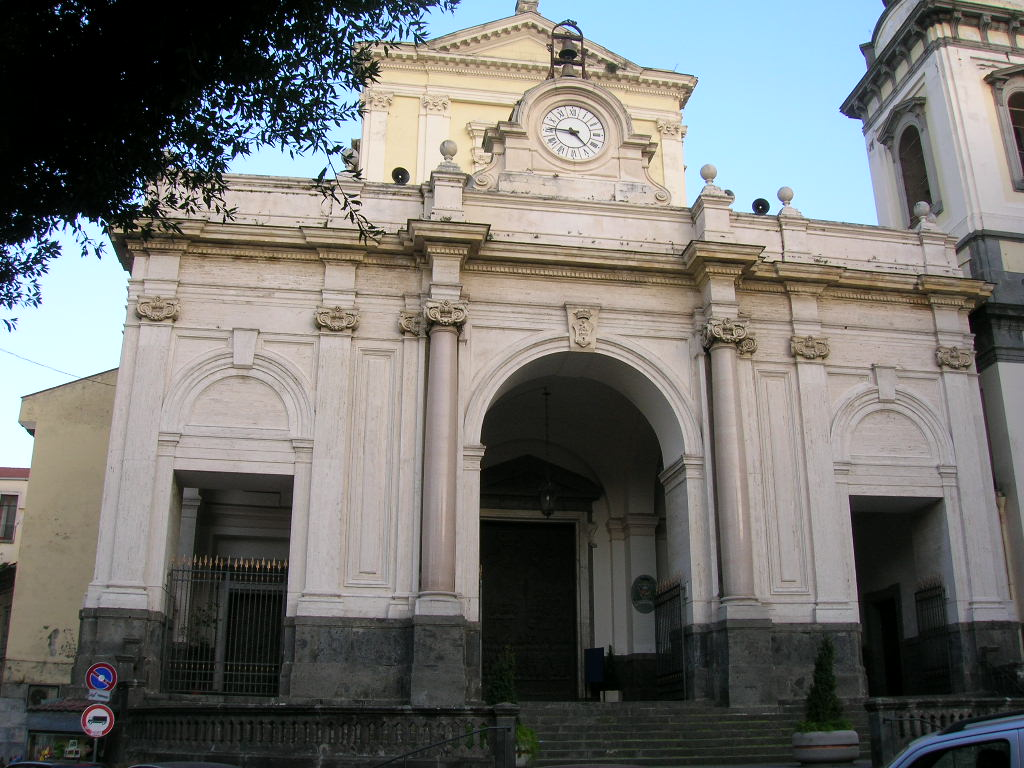
Facciata della concattedrale di Castellammare di Stabia.

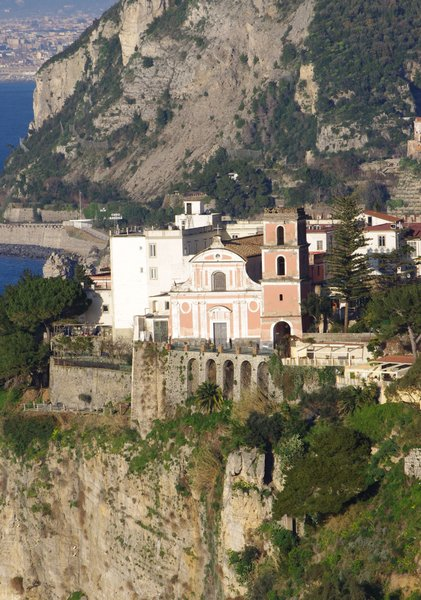
La chiesa della Santissima Annunziata, ex cattedrale della diocesi di Vico Equense.

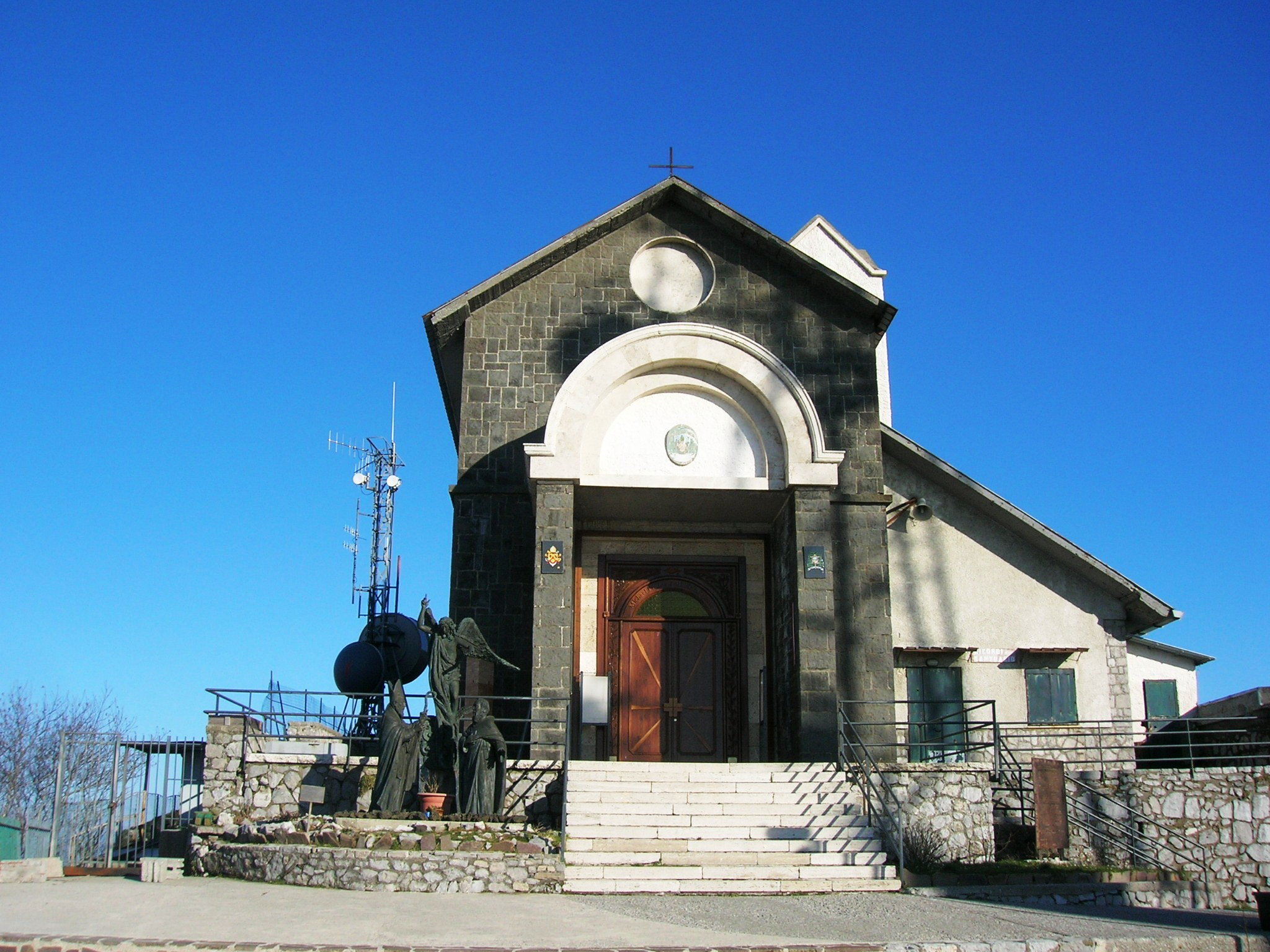
Il santuario di San Michele Arcangelo al Monte Faito.

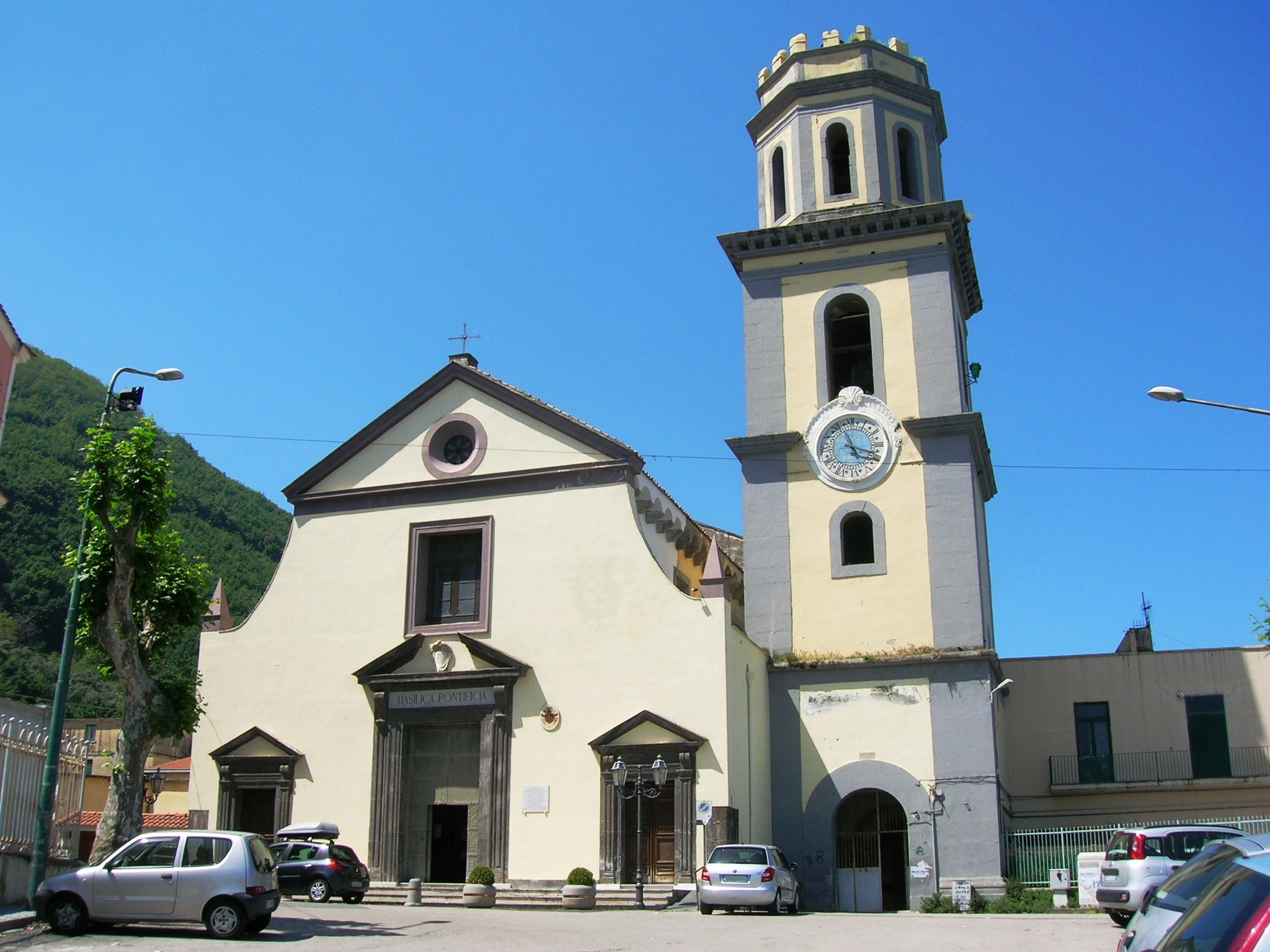
La basilica santuario di Santa Maria di Pozzano.

L'arcidiocesi di Sorrento-Castellammare di Stabia (in latino Archidioecesis Surrentina-Castri Maris o Stabiensis) è una sede della Chiesa cattolica in Italia suffraganea dell'arcidiocesi di Napoli, appartenente alla regione ecclesiastica Campania. Nel 2022 contava 244.000 battezzati su 246.605 abitanti. È retta dall'arcivescovo Francesco Alfano.
Sono patroni dell'arcidiocesi sant'Antonino di Sorrento e san Catello di Castellammare.

## Territorio
L'arcidiocesi comprende 16 comuni della città metropolitana di Napoli: Sorrento, Castellammare di Stabia, Anacapri, Capri, Casola di Napoli, Gragnano, Lettere, Massa Lubrense, Meta, Piano di Sorrento, Pimonte, Pompei, Sant'Agnello, Sant'Antonio Abate, Santa Maria la Carità, Vico Equense.
La diocesi di Castellammare di Stabia, alla vigilia della plena unione, comprendeva 49 parrocchie nei comuni di Castellammare di Stabia, Gragnano, Pimonte, Casola, Lettere, Santa Maria la Carità e Sant'Antonio Abate, e nelle frazioni Mariconda e Messigno del comune di Pompei.
Sede arcivescovile è la città di Sorrento, dove si trova la basilica cattedrale dei Santi Filippo e Giacomo; a Castellammare di Stabia sorge la concattedrale di Santissima Maria Assunta e San Catello.
Nel territorio diocesano si trovano anche:
- cinque ex cattedrali: Sant'Anna a Lettere, Santissima Annunziata a Vico Equense, San Costanzo e Santo Stefano a Capri, e Santa Maria delle Grazie a Massa Lubrense;
- quattro basiliche minori: Sant'Antonino a Sorrento, Santa Maria del Lauro a Meta di Sorrento, Santa Maria di Pozzano a Pozzano, e San Michele Arcangelo a Piano di Sorrento.

Il seminario arcivescovile ha sede a Vico Equense. La chiesa dell'Oratorio, chiesa sconsacrata di Castellammare di Stabia, ospita i locali del museo diocesano sorrentino-stabiese.

### Parrocchie e zone pastorali
Il territorio si estende su 205 km² ed è suddiviso in 88 parrocchie, raggruppate in 15 unità pastorali, che a loro volta costituiscono 4 zone pastorali:
- zona pastorale 1: unità pastorali di Capri (1), Massa Lubrense (2) e Sorrento (3);
- zona pastorale 2: unità pastorali di Sant'Agnello-Piano-Meta (4), Vico Equense centro (5), Vico Equense collina (6);
- zona pastorale 3: unità pastorali di Castellammare centro antico (7), Castellammare centro moderno (8), Castellammare periferia (9), Castellammare collina (10);
- zona pastorale 4: unità pastorali di Casola-Lettere (11), Pimonte-San Tommaso di Canterbury in Gragnano (12), Gragnano (13), Sant'Antonio Abate (14), Santa Maria la Carità in Pompei-Santa Maria delle Grazie in Gragnano-Santa Maria Goretti in Fontanelle-Castellammare di Stabia (15).

## Storia
L'odierna arcidiocesi nasce nel 1986 con l'unione di due precedenti sedi, l'arcidiocesi di Sorrento e la diocesi di Castellammare di Stabia, entrambe storicamente attestate dalla fine del V secolo.

### Sorrento
Incerte sono l'origine e la diffusione del cristianesimo nella penisola sorrentina. Secondo una tradizione leggendaria, l'apostolo Pietro, nel suo viaggio verso Roma si sarebbe fermato nel fiordo di Crapolla, oggi nel territorio di Massa Lubrense, dove nel medioevo sorse un'abbazia benedettina dedicata all'apostolo.
Gli antichi martirologi attestato il martirio a Sorrento di Marco, Quinto e compagni, ricordati il 19 marzo.
Altrettanto incerta è l'origine della diocesi di Sorrento. Le tradizioni agiografiche e liturgiche ricordano quattro santi vescovi, Renato, Valerio, Atanasio e Bacolo, vissuti in epoca sconosciuta fra il V ed il VII secolo. Il primo di questi, Renato, vissuto forse nella prima metà del V secolo, è ritenuto da alcuni storici il protovescovo sorrentino, benché la sua biografia menzioni un predecessore ignoto.
Il primo vescovo storicamente accertato è Rosario che, assieme a Orso di Stabia, prese parte al sinodo romano indetto da papa Simmaco nel 499. Un secolo dopo, l'epistolario di papa Gregorio Magno ci fa conoscere il vescovo Giovanni, a partire da una lettera del mese di aprile 591; lo stesso vescovo prese parte ad un sinodo a Roma celebrato agli inizi di luglio del 595; infine, Giovanni è ancora il destinatario di alcune lettere del papa negli ultimi mesi del 598. Morì quasi certamente tra il 599 e gli inizi del 600, perché a partire da marzo 600 è noto il suo presumibile successore, sant'Amando, la cui lapide mortuaria, oggi scomparsa, riportava, come data di decesso, il 13 aprile 617, dopo 17 anni e 21 giorni di governo pastorale.
Incerta è anche l'epoca in cui la Chiesa sorrentina fu elevata al rango di sede metropolitana. Secondo i dittici sorrentini, primo arcivescovo sarebbe stato Leopardo, vissuto nella prima metà del X secolo, tesi tuttavia che già Ferdinando Ughelli aveva confutato nel XVII secolo. Il Liber Confratrum di San Matteo di Salerno attesta che il primo arcivescovo fu Maraldo, vissuto nella prima metà dell'XI secolo; tuttavia, come riporta Bartolomeo Capasso, l'unico documento che testimonia l'esistenza di questo prelato (1005) lo indica come vescovo, e non come arcivescovo. Di certo, fu arcivescovo metropolita Giovanni, attestato per la prima volta nel 1059, quando prese parte al sinodo di Benevento indetto da papa Niccolò II; nel 1071 partecipò alla consacrazione della nuova chiesa dell'abbazia di Montecassino. Appartenevano alla provincia ecclesiastica di Sorrento le diocesi di Vico Equense, Massa Lubrense e Stabia, le prime due presumibilmente erette nella stessa epoca in cui Sorrento fu elevata al rango metropolitico.
A partire dal XVI secolo alcuni arcivescovi si distinsero per l'attuazione delle decisioni del concilio di Trento. Giulio Pavesi (1558-1571) si applicò alla riforma della disciplina ecclesiastica e dei monasteri, e convocò un concilio provinciale del 1567, imitato da Giuseppe Donzelli (1574-1588) nel 1584. Antonio Angrisani (1612-1641) favorì ed incrementò lo sviluppo delle confraternite, mentre Diego Petra (1680-1699) fondò il seminario arcivescovile, istituzione che fu particolarmente curata dai suoi successori, Filippo Anastasio (1699-1724) e Ludovico Agnello Anastasio (1724-1758).
A seguito del concordato stipulato il 27 giugno 1818 tra la Santa Sede e Ferdinando di Borbone, con la bolla De utiliori di papa Pio VII vennero soppresse ed unite a Sorrento le sedi di Vico Equense, vacante dal 1799 (l'ultimo vescovo Michele Natale aveva aderito alla Repubblica partenopea ed era morto sul patibolo dopo la restaurazione borbonica), Massa Lubrense e Capri. Con queste disposizioni Castellammare di Stabia rimase l'unica suffraganea di Sorrento.

### Castellammare di Stabia
La presenza di una primitiva chiesa cristiana nell'area stabiese è da datarsi nel periodo compreso tra il III ed il IV secolo come testimoniato dal ritrovamento di reperti archeologici nella cosiddetta area christianorum, al di sotto della concattedrale di Santissima Maria Assunta e San Catello: si tratta di lucerne con simboli cristiani, di una fibula in avorio sulla quale è incisa la raffigurazione di un abbraccio tra gli apostoli Pietro e Paolo, sarcofagi ed una tegola con il monogramma di Cristo. Gli scavi condotti nel 2005 hanno riportato alla luce dipinti cristiani del III-IV secolo.
Il primo vescovo di Castellammare attestato dalle fonti è Orso, citato negli atti del sinodo celebrato a Roma nel 499 sotto papa Simmaco. Segue il vescovo Lorenzo, noto per il suo epitaffio, oggi perduto, che gli assegna dodici anni di episcopato, dal 600 fino alla sua morte, avvenuta il 26 febbraio 612. Il vescovo Lubenzio prese parte al concilio lateranense del 649. Ad un'epoca incerta, fra il VI e il VII secolo, è assegnato il santo vescovo Catello, le cui vicende sono strettamente legate con quelle di sant'Antonino di Sorrento, oggi entrambi patroni dell'arcidiocesi. In seguito la cronotassi dei vescovi di Stabia si fa molto incerta e lacunosa, fino all'XI secolo, epoca in cui presumibilmente la diocesi entrò a far parte della provincia ecclesiastica dell'arcidiocesi di Sorrento.
Tra i vescovi stabiesi sono degni di menzione: Antonino di Sorrento (1327-1331), discepolo di Duns Scoto e poi metropolita di Amalfi; Juan Fonseca (1537-1559), che prese parte al concilio di Trento e fu cappellano maggiore del viceregno; Pio Tommaso Milante (1743-1749), autore del De Stabiis stabiana ecclesia et episcopis eius, importante per le studio della storia della diocesi e per i riferimenti documentari ivi riportati; a questo vescovo si deve anche l'istituzione del seminario per la formazione dei chierici nel palazzo vescovile.
Il 27 giugno 1818 papa Pio VII, in forza della bolla De utiliori, unì a Castellammare la soppressa diocesi di Lettere: Bernardo della Torre, ultimo vescovo di Lettere, venne trasferito alla sede di Castellammare, da tempo vacante. Fino a quel momento, la diocesi stabiese comprendeva la sola città sede episcopale.
Nel 1860 il vescovo Francesco Petagna (1850-1878), assieme al metropolita di Sorrento, fu costretto all'esilio a Marsiglia; il seguito prese parte al concilio Vaticano I. Nella seconda metà dell'Ottocento, i vescovi favorirono la fondazione di congregazioni religiose, tra le quali le suore dei Sacri Cuori, le compassioniste Serve di Maria e le alcantarine.
Nel 1935 la diocesi di Castellammare cedette una porzione del territorio della città di Pompei in forza del decreto della Congregazione Concistoriale che definì il territorio della prelatura territoriale di Pompei.
Nell'aprile 1967, Raffaele Pellecchia fu nominato coadiutore del metropolita sorrentino Carlo Serena e contestualmente amministratore apostolico di Castellammare, con obbligo di residenza in questa città. Il 30 luglio 1972 Raffaele Pellecchia, l'anno precedente nominato vescovo di Castellammare di Stabia, succedette a Carlo Serena come arcivescovo di Sorrento, unendo così in persona episcopi le due sedi.
Sorrento perse la dignità metropolitica, pur mantenendo la dignità arcivescovile, il 30 aprile 1979 in forza della bolla Quamquam Ecclesia di papa Giovanni Paolo II; contestualmente Sorrento e la sua suffraganea di Castellammare di Stabia entrarono a far parte della provincia ecclesiastica dell'arcidiocesi di Napoli.
La diocesi di Castellammare di Stabia, alla vigilia della plena unione con Sorrento, comprendeva 49 parrocchie nei comuni di Castellammare di Stabia, Gragnano, Pimonte, Casola, Lettere, Santa Maria la Carità e Sant'Antonio Abate, e nelle frazioni Mariconda e Messigno del comune di Pompei.

### Sorrento-Castellammare di Stabia
Il 30 luglio 1972 Raffaele Pellecchia, già vescovo di Castellammare di Stabia, succedette a Carlo Serena come arcivescovo di Sorrento, unendo così in persona episcopi le due sedi.
Sorrento perse la dignità metropolitica, pur mantenendo la dignità arcivescovile, il 30 aprile 1979 in forza della bolla Quamquam Ecclesia di papa Giovanni Paolo II. Assieme alla sua suffraganea di Castellammare di Stabia entrò a far parte della provincia ecclesiastica dell'arcidiocesi di Napoli.
Il 30 settembre 1986, in forza del decreto Instantibus votis della Congregazione per i Vescovi, l'unione delle due sedi è divenuta piena e l'arcidiocesi ha assunto il nome attuale; primo arcivescovo delle sedi unite è stato Antonio Zama.
Presieduto dall'arcivescovo Felice Cece, si è celebrato dal 25 settembre 2010 al 25 gennaio 2011 la fase conclusiva del primo sinodo della nuova arcidiocesi, indetto nel 2001; era dalla seconda metà dell'Ottocento che nel territorio non veniva più celebrato un sinodo delle Chiese locali.

## Cronotassi dei vescovi
Si omettono i periodi di sede vacante non superiori ai 2 anni o non storicamente accertati.

### Sede di Sorrento
- San Renato † (V secolo ?)[12]
- San Valerio † (V secolo ?)[12]
- Rosario † (menzionato nel 499)
- Sant'Atanasio † (VI secolo ?)[12]
- Giovanni I † (prima del 591 - circa 599/600 deceduto)
- Sant'Amando † (marzo 600 - 13 aprile 617 deceduto)
- Filippo † (prima metà del VII secolo)[13]
- Giacomo † (prima metà del VII secolo)[13]
- Agapito † (menzionato nel 645 circa)
- San Bacolo † (VII secolo ?)[12]
- Giaquinto (o Giacinto) † (menzionato nel 680)
- Landolfo ? † (all'epoca di papa Gregorio IV)[14]
- Stefano † (prima dell'871 - 872 ? deceduto)[15]
- Anonimo † (menzionato nell'876)
- Leopardo † (prima metà del X secolo)
- Sergio † (seconda metà del X secolo nominato arcivescovo di Napoli)
- Maraldo † (menzionato nel 1005)[16]
- Giovanni II † (prima del 1059 - dopo il 1071)
- Barbato † (menzionato nel 1110)[17]
- Orso † (menzionato nel 1141)[17][18]
  - Filippo † (? - 9 marzo 1149 deceduto) (vescovo eletto)[17]
- Rufino † (circa 1180/1190)[19]
- Anonimo † (menzionato nel 1192)[17]
- Alferio † (prima del 1197 - dopo il 1227)[17][20]
- Pietro I †[21]
- Pietro II † (26 marzo 1252 - dopo il 1254)[17]
- Anonimo † (menzionato nel 1258 e 1259)[17]
- Ludovico d'Alessandro ? † (1266 - 2 dicembre 1266 deceduto)
- Pietro de Corneliaco, O.F.M. † (marzo 1268 - dopo il 1275 deceduto)[17]
- Giovanni Mastrogiudice † (22 giugno 1278 - 1285 deceduto)
- Marco Mirabello † (25 febbraio 1286 - 1305 deceduto)
- Francesco † (27 febbraio 1306 - ? deceduto)
- Riccardo † (8 giugno 1319 - 1320 deceduto)
- Matteo da Capua, O.F.M. † (3 ottobre 1320 - circa 1332 deceduto)
- Pietro † (20 ottobre 1332 - circa 1341 deceduto)
- Andrea Sersale † (10 marzo 1341 - ? deceduto)
- Pietro † (23 giugno 1348 - ? deceduto)
- Guglielmo d'Aleyrac † (17 marzo 1361 - ? deceduto)
- Francesco de Fulgineo, O.E.S.A. † (26 aprile 1374 - 1390 deceduto)
- Roberto Brancia † (9 maggio 1390 - 5 settembre 1409 nominato arcivescovo di Amalfi)
- Angelo † (27 marzo 1410 - 19 dicembre 1412 nominato arcivescovo di Santa Severina)
- Bartolomeo de Miserata † (21 dicembre 1412 - ? deceduto)
- Antonio Bretone † (18 aprile 1440 - 23 luglio 1442 nominato vescovo di Orange)
- Domizio Falangola † (17 ottobre 1442 - 8 gennaio 1470 deceduto)
- Scipione Cicinelli † (15 gennaio 1470 - 22 marzo 1474 nominato vescovo di Tricarico)
- Giacomo de Sanctis † (22 giugno 1474 - agosto 1479 deceduto)
- Nardo Mormile † (12 maggio 1480 - 1493 deceduto)
- Menelao Gennari † (28 agosto 1493 - 17 marzo 1501 deceduto)
- Francisco de Remolins † (31 marzo 1501 - 1512 dimesso)
- Gilberto Remolón † (22 ottobre 1512 - 1525 deceduto)
- Filippo Strozzi, O.P. † (18 agosto 1525 - 20 giugno 1530 dimesso)
- Florent Coquerelle † (20 giugno 1530 - fine del 1544 deceduto)
- Bernardino Silverj Piccolomini † (13 aprile 1545 - ottobre 1552 deceduto)
- Bartolomeo Albani † (22 ottobre 1552 - maggio 1558 deceduto)
- Giulio Pavesi, O.P. † (20 luglio 1558 - 11 febbraio 1571 deceduto)
- Lelio Brancaccio † (20 giugno 1571 - 15 luglio 1574 nominato arcivescovo di Taranto)
- Giuseppe Donzelli, O.P. † (14 luglio 1574 - 22 aprile 1588 deceduto)
- Muzio Bongiovanni † (27 aprile 1588 - 27 novembre 1590 deceduto)
- Carlo Baldini † (18 febbraio 1591 - 24/31 marzo 1598 deceduto)
- Gerolamo Provenzale † (1º giugno 1598 - 22 marzo 1612 deceduto)
- Giovanni Antonio Angrisani, C.R. † (4 giugno 1612 - 29 agosto 1641 deceduto)
- Antonio del Pezzo † (27 novembre 1641 - 12 marzo 1659 deceduto)
- Paolo Suardo, C.O. † (10 novembre 1659 - 29 luglio 1679 deceduto)
- Diego Petra † (29 aprile 1680 - 1º febbraio 1699 deceduto)
- Filippo Anastasio † (11 aprile 1699 - 13 dicembre 1724 dimesso[22])
- Lodovico Agnello Anastasi † (20 dicembre 1724 - 19 febbraio 1758 deceduto)
- Giuseppe Sersale † (13 marzo 1758 - 10 gennaio 1759 deceduto)
- Silvestro Pepe † (4 aprile 1759 - 23 giugno 1803 deceduto)
- Vincenzo Calà † (26 giugno 1805 - 1º maggio 1817 deceduto)
- Michele Spinelli, C.R. † (6 aprile 1818 - 23 ottobre 1824 deceduto)
- Gabriele Papa † (20 dicembre 1824 - 26 aprile 1837 deceduto)
- Nicola Giuseppe Ugo † (18 febbraio 1839 - 14 agosto 1843 deceduto)
- Domenico Silvestri † (17 giugno 1844 - 15 settembre 1848 deceduto)
- Leone Ciampa, O.F.M.Disc. † (22 dicembre 1848 - 9 settembre 1854 deceduto)
- Francesco Saverio Apuzzo † (23 marzo 1855 - 24 novembre 1871 nominato arcivescovo di Capua)
- Mariano Ricciardi † (24 novembre 1871 - 23 agosto 1876 deceduto)
- Leopoldo Ruggiero † (12 marzo 1877 - 11 marzo 1886 deceduto)
- Giuseppe Giustiniani † (7 giugno 1886 - 2 luglio 1917 deceduto)
- Paolo Jacuzio † (9 luglio 1917 - 19 maggio 1944 deceduto)
- Carlo Serena † (22 ottobre 1945 - 30 luglio 1972 deceduto)
- Raffaele Pellecchia † (30 luglio 1972 succeduto - 3 maggio 1977 deceduto)
- Antonio Zama † (27 agosto 1977 - 30 settembre 1986 nominato arcivescovo di Sorrento-Castellammare di Stabia)

### Sede di Castellammare di Stabia
- Orso † (menzionato nel 499)
- Lorenzo † (27 febbraio 600 - 26 febbraio 612 deceduto)
- Iuventino † (menzionato nel 649)
- San Catello † (VII secolo)
- Sergio I †[23]
- Stefano † (menzionato nel 982 circa)[24]
- Cennamo † (menzionato in luglio 1010)[25]
- Gregorio I † (menzionato nel 1025)[26]
- Gregorio II † (menzionato nel 1085)
- Gregorio III † (menzionato nel 1110)
- Sergio II † (menzionato nel 1120)
- Giovanni I † (menzionato nel 1141)[27]
- Palmerio † (prima del 1196 - dopo il 1230)[28]
- Anonimo † (menzionato nel 1238)[28]
- Giovanni II † (prima del 1252 - dopo il 1272)[28]
- Teobaldo, O.F.M. † (prima del 1283 - 8 aprile 1295 nominato vescovo di Terracina)
- Andrea † (menzionato nel 1309)
- Pietro † (prima del 1315 - circa 1324 deceduto)
- Landolfo Caracciolo, O.F.M. † (21 agosto 1327 - 20 settembre 1331 nominato vescovo di Amalfi)
- Matteo d'Alagno † (24 settembre 1331 - ?)[29]
- Paolo d'Aliano † (prima del 1362 - 1370 deceduto)
- Marino del Giudice † (18 febbraio 1370 - 18 maggio 1373 nominato vescovo di Cassano)
- Ugo Terrissonio, O.P. † (8 agosto 1373 - circa 1380 deposto)
- Giuliano, O.F.M. † (circa 1380 - 28 gennaio 1388 nominato vescovo di Nicastro)
- Gentile de Tufo † (prima del 25 giugno 1392 - 1392 deceduto)
- Antonio Arcamone, O.P. † (13 novembre 1392 - 1399 deceduto)
- Giacomo Gallucci, O.P. † (30 luglio 1399 - 1402 deceduto)
- Marino di Sant'Agata † (3 marzo 1402 - 18 agosto 1402 nominato vescovo di Terracina)
  - Sede vacante (1402-1421)
- Luigi Certa † (4 giugno 1421 - 1443 deceduto)
- Felice Fajadelli ?[30], O.P. † (24 dicembre 1444 - 1446 deceduto)
- Ludovico Certa ?[31] † (1446 - 1447 deceduto)
- Nicola Anfora † (15 maggio 1447 - 1496 deceduto)
- Antonio Flores † (26 agosto 1496 - 1510 deceduto)
- Pedro Flores † (29 novembre 1503 - 31 gennaio 1537 nominato vescovo di Gaeta)
- Juan Fonseca † (27 aprile 1537 - settembre 1559 deceduto)
- Antonio Lauro † (9 ottobre 1562 - 1577 deceduto)
- Ludovico Majorino † (10 maggio 1581 - 1591 deceduto)
- Giovanni Trulles de Myra † (13 settembre 1591 - 11 marzo 1596 nominato arcivescovo di Acerenza e Matera)
  - Sede vacante (1596-1599)
- Vittorino Mansi † (1º febbraio 1599 - 31 luglio 1600 dimesso)
- Jerónimo Bernardo de Quirós, O.Praem. † (15 febbraio 1601 - 18 agosto 1604 nominato vescovo di Pozzuoli)
- Ippolito Riva, C.R. † (31 agosto 1605 - 1627 deceduto)
- Annibale Mascambruno † (30 agosto 1627 - 1645 deceduto)
- Andrea Massa † (18 settembre 1645 - 25 settembre 1651 nominato vescovo di Gallipoli)
- Clemente del Pezzo † (27 novembre 1651 - novembre 1653 deceduto)
- Juan de Paredes, C.R.S.A. † (2 agosto 1655 - 17 aprile 1662 nominato vescovo di Gaeta)
- Pietro Gambacorta, C.R. † (26 giugno 1662 - 19 gennaio 1676 deceduto)
- Lorenzo Mayers Caramuel, O. de M. † (27 aprile 1676 - 18 aprile 1678 nominato vescovo di Gaeta)
- Salvatore Scaglione, O.Carm. † (6 giugno 1678 - 16 luglio 1680 deceduto)
- Francesco de Mandietta, O.SS.T † (12 gennaio 1682 - circa febbraio 1683 deceduto)
- Annibale de Petropaolo † (10 gennaio 1684 - 8 settembre 1705 deceduto)
  - Sede vacante (1705-1713)
- Biagio de Dura † (30 agosto 1713 - 2 marzo 1722 nominato vescovo di Potenza)
- Pietro Savastano, O.F.M.Ref. † (23 settembre 1722 - agosto 1727[32] deceduto)
- Tommaso Di Grazia † (22 dicembre 1727 - 2 dicembre 1729 deceduto)
- Tommaso Falcoia, P.O. † (2 ottobre 1730 - 20 aprile 1743 deceduto)
- Pio Tommaso Milante † (15 luglio 1743 - 2 aprile 1749 deceduto)
- Giuseppe Coppola, C.O. † (1º dicembre 1749 - 8 agosto 1767 deceduto)
- Tommaso Mazza † (25 gennaio 1768 - 5 aprile 1787 deceduto)
  - Sede vacante (1787-1792)
- Ferdinando Crispo Doria † (27 febbraio 1792 - 5 agosto 1800 deceduto)
  - Sede vacante (1800-1818)
- Bernardo Maria della Torre † (21 dicembre 1818 - 28 maggio 1820 deceduto)
- Francesco Colangelo, C.O. † (27 giugno 1821 - 15 gennaio 1836 deceduto)
- Angelo Maria Scanzano † (19 maggio 1837 - 6 gennaio 1849 deceduto)
- Francesco Saverio Petagna † (20 maggio 1850 - 18 dicembre 1878 deceduto)
- Vincenzo Maria Sarnelli † (28 febbraio 1879 - 19 aprile 1897 nominato arcivescovo di Napoli)
- Michele de Jorio † (4 febbraio 1898 - 1º dicembre 1921 dimesso[33])
- Uberto Maria Fiodo † (28 aprile 1922 - 23 dicembre 1923 dimesso[34])
- Pasquale Ragosta † (5 maggio 1925 - 7 ottobre 1936 dimesso[35])
- Federico Emanuel, S.D.B. † (12 novembre 1936 - 16 aprile 1952 dimesso[36])
- Agostino D'Arco † (16 aprile 1952 succeduto - 21 settembre 1966 deceduto)
  - Sede vacante (1966-1971)
- Raffaele Pellecchia † (28 giugno 1971 - 3 maggio 1977 deceduto)
- Antonio Zama † (27 agosto 1977 - 30 settembre 1986 nominato arcivescovo di Sorrento-Castellammare di Stabia)

### Sede di Sorrento-Castellammare di Stabia
- Antonio Zama † (30 settembre 1986 - 7 luglio 1988 deceduto)
- Felice Cece † (8 febbraio 1989 - 10 marzo 2012 ritirato)
- Francesco Alfano, dal 10 marzo 2012

## Statistiche
L'arcidiocesi nel 2022 su una popolazione di 246.605 persone contava 244.000 battezzati, corrispondenti al 98,9% del totale.
| anno                                            | popolazione | popolazione | popolazione | presbiteri | presbiteri | presbiteri | presbiteri                | diaconi | religiosi | religiosi | parrocchie |
| anno                                            | battezzati  | totale      | %           | numero     | secolari   | regolari   | battezzati per presbitero | diaconi | uomini    | donne     | parrocchie |
| ----------------------------------------------- | ----------- | ----------- | ----------- | ---------- | ---------- | ---------- | ------------------------- | ------- | --------- | --------- | ---------- |
| arcidiocesi di Sorrento                         |             |             |             |            |            |            |                           |         |           |           |            |
| 1950                                            | 72.320      | 72.320      | 100,0       | 212        | 142        | 70         | 341                       |         | 215       | 530       | 38         |
| 1970                                            | 78.317      | 78.505      | 99,8        | 153        | 91         | 62         | 511                       |         | 133       | 329       | 40         |
| 1980                                            | 94.750      | 95.600      | 99,1        | 121        | 79         | 42         | 783                       |         | 61        | 329       | 42         |
| diocesi di Castellammare di Stabia              |             |             |             |            |            |            |                           |         |           |           |            |
| 1950                                            | 90.200      | 90.297      | 99,9        | 140        | 102        | 38         | 644                       |         | 46        | 253       | 37         |
| 1959                                            | 96.000      | 96.500      | 99,5        | 119        | 84         | 35         | 806                       |         | 40        | 250       | 41         |
| 1970                                            | 121.000     | 122.501     | 98,8        | 125        | 77         | 48         | 968                       |         | 63        | 377       | 44         |
| 1980                                            | 126.400     | 135.500     | 93,3        | 123        | 75         | 48         | 1.027                     |         | 94        | 391       | 47         |
| arcidiocesi di Sorrento-Castellammare di Stabia |             |             |             |            |            |            |                           |         |           |           |            |
| 1990                                            | 222.000     | 226.000     | 98,2        | 217        | 140        | 77         | 1.023                     |         | 92        | 762       | 91         |
| 1999                                            | 224.000     | 227.500     | 98,5        | 195        | 129        | 66         | 1.148                     |         | 74        | 500       | 87         |
| 2000                                            | 224.200     | 226.800     | 98,9        | 198        | 136        | 62         | 1.132                     |         | 68        | 490       | 87         |
| 2001                                            | 224.000     | 226.000     | 99,1        | 197        | 136        | 61         | 1.137                     | 6       | 67        | 488       | 87         |
| 2002                                            | 236.000     | 240.000     | 98,3        | 181        | 130        | 51         | 1.303                     | 6       | 56        | 484       | 87         |
| 2003                                            | 236.190     | 240.200     | 98,3        | 176        | 131        | 45         | 1.341                     | 6       | 49        | 478       | 87         |
| 2004                                            | 237.996     | 240.146     | 99,1        | 176        | 132        | 44         | 1.352                     | 6       | 49        | 480       | 87         |
| 2010                                            | 240.000     | 240.900     | 99,6        | 169        | 132        | 37         | 1.420                     | 6       | 42        | 459       | 87         |
| 2014                                            | 240.600     | 243.700     | 98,7        | 160        | 129        | 31         | 1.503                     | 5       | 34        | 306       | 87         |
| 2017                                            | 227.000     | 231.201     | 98,2        | 153        | 121        | 32         | 1.483                     | 5       | 34        | 308       | 88         |
| 2020                                            | 245.000     | 248.500     | 98,6        | 154        | 123        | 31         | 1.590                     | 5       | 52        | 284       | 88         |
| 2022                                            | 244.000     | 246.605     | 98,9        | 133        | 117        | 16         | 1.834                     | 7       | 32        | 265       | 88         |

### Castellammare di Stabia
- (LA) Ferdinando Ughelli, Italia sacra, vol. VI, seconda edizione, Venezia, 1720,  655-666.
- Pio Tommaso Milante, Della città di Stabia, della Chiesa stabiana e de' suoi vescovi, Napoli, 1836, Tomo I, Tomo II.
- Vincenzio d'Avino, Cenni storici sulle chiese arcivescovili, vescovili e prelatizie (nullius) del Regno delle Due Sicilie, Napoli, 1848,  pp. 164–166.
- Francesco Lanzoni, Le diocesi d'Italia dalle origini al principio del secolo VII (an. 604), vol. I, Faenza, 1927,  pp. 245–246.
- Giuseppe Cappelletti, Le Chiese d'Italia dalla loro origine sino ai nostri giorni, vol. XIX, Venezia, 1864,  pp. 769–813.
- (LA) Paul Fridolin Kehr, Italia Pontificia, vol. VIII, Berolini, 1935,  pp. 412–413 (archiviato dall'url originale il 29 settembre 2015).
- (DE) Norbert Kamp, Kirche und Monarchie im staufischen Königreich Sizilien. Prosopographische Grundlegung. Bistümer und Bischöfe des Königreichs 1194-1266, 1. Abruzzen und Kampanien, München, 1973,  pp. 382–384.
- (LA) Pius Bonifacius Gams, Series episcoporum Ecclesiae Catholicae, Graz, 1957,  p. 872.
- (LA)  Konrad Eubel, Hierarchia Catholica Medii Aevi, vol. 1, p. 462; vol. 2, p. 241; vol. 3, pp. 303–304; vol. 4, pp. 140–141; vol. 5, p. 149; vol. 6, pp. 154–155.
- Egidio Valcaccia, I tesori sacri di Castellammare di Stabia: dall'arte paleocristiana al primo Rinascimento, Castellammare di Stabia, Longobardi Editore, 2013, ISBN 978-88-8090-409-0.